# Kinor
Kinor – wytwórnia filmowa założona w 1936 roku na bazie laboratorium filmowego Sektor przez Saula i Izaaka Goskindów. Specjalizowała się w filmach w języku jidysz. W latach 1945–1949 funkcjonowała jako Spółdzielnia Kinor, jeden z zespołów realizatorskich przedsiębiorstwa „Film Polski”, którego dyrektorem był Aleksander Ford. Bracia Goskind, zapewniając sobie m.in. poparcie finansowe „Jointu”, uzyskali zgodę na korzystanie z pomieszczeń, laboratoriów, sprzętu i taśmy filmowej dla realizacji filmów o tematyce żydowskiej i w języku jidysz.
W skład zespołu, który rozpoczął realizację głównego filmu powojennego Kinoru, półtoragodzinnego dokumentu „My, którzy przeżyliśmy” wchodzili:
- Saul Goskind – jako producent
- Izaak Goskind – asystent producenta
- Adolf Forbert – operator kamery
- Władysław Forbert – operator kamery
- Szaul Berezowski – kierownik muzyczny
- Natan Gross – reżyser, scenarzysta

W tym samym czasie Kinor realizował też inne, krótkie filmy dokumentalne (których fragmenty bywały potem wykorzystywane przy montażu „My, którzy przeżyliśmy”). Powstały też trzy wydania Jidisze Film Kronik (z jid. Żydowska Kronika Filmowa) – miesięcznych kronik filmowych, w których pokazywano aktualne wydarzenia (otwarcie Teatru Żydowskiego, premiery sztuk, wystawy malarzy,
reportaże z sanatoriów dla byłych więźniów obozów koncentracyjnych itp.).

## Produkcje
| Filmy fabularne - 1936: At Chejt (z jid. Za grzechy) - 1937: Frejliche Kabconim (z jid. Weseli biedacy) - 1948: Unzere kinder (z jid. Nasze dzieci) | Filmy dokumentalne - 1946-1949: Jidisze Film Kronik (z jid. Żydowska Kronika Filmowa) - 1947: Der jidiszer jiszuw in Niderschlezien (z jid. Żydowskie osadnictwo na Dolnym Śląsku) - 1947: Der weg cum gezunt (z jid. Droga do zdrowia) - 1948: ORT - 1948: Joint - 1948: Der finfter jorcajt fun ojfsztand in warszewer geto (z jid. Piąta rocznica powstania w getcie warszawskim) - 1948: Mir lebn geblibene/Am Jisroel Chai (z jid. i hebr. My, którzy przeżyliśmy) - 1949: Kadima Gordonia (z jid. Naprzód, Gordonia) - 1949: Achar alpaim szana (z jid. Po dwóch tysiącach lat) - 1950: Z ruin do kraju ojczystego (ukończony we Francji) |